# Lucien Dautrey
Lucien Dautrey, né à Auxonne le 6 mai 1851 et mort le 8 mars 1926 à Paris, est un graveur français.

## Biographie

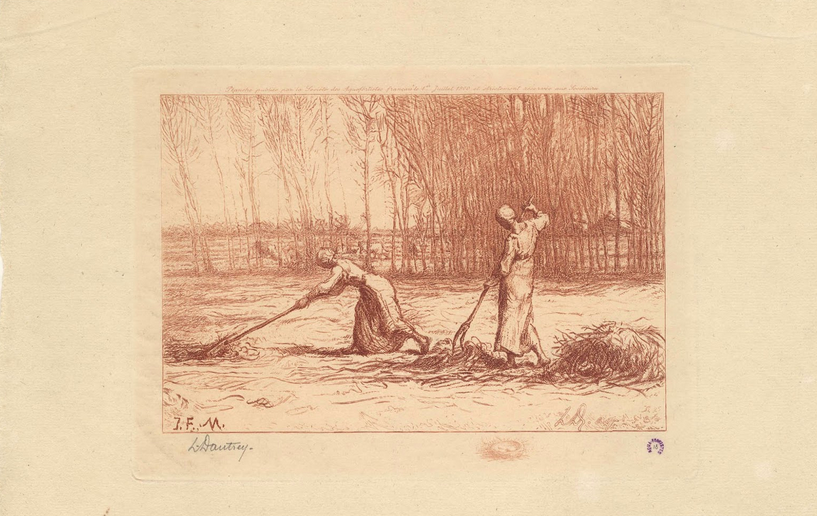
Deux paysannes au travail (1900), eau-forte à tirage sépia, d'après Jean-François Millet.

Lucien Dautrey est le fils de Charles François Dautrey et de Marguerite Thévenot.
Il épouse Augustine Eugénie Delorme.
Lucien Dautrey est aquafortiste, élève de Félix Bracquemond et Charles Courtry. Il fait ses débuts au Salon des artistes français en 1880, exposant une eau-forte, Souvenir de Bretagne d'après Charles Le Roux.
Son travail de graveur lui permet de fréquenter de nombreux artistes de son époque, comme Charles Meissonier. 
Il est membre de la Société des aquafortistes français fondée par Auguste Laguillermie.
Lors de l'Exposition universelle de 1900, il reçoit une médaille d'argent. Sa dernière exposition au Salon des artistes français date à 1905.
Il habite dans un appartement parisien au 41, boulevard Saint-Jacques, tout comme René Francillon et Jean Peské. Il est mort à son domicile à l'âge de 74 ans.